# Charles K. Gailey junior

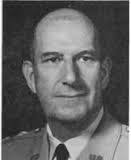
Generalmajor Charles K. Gailey, Jr.

Charles Kenon Gailey, Jr. (* 14. Mai 1901 in Georgia; † 21. Mai 1966 in Kalamazoo, Michigan) war ein US-amerikanischer Offizier der US Army, der zuletzt als Generalmajor von 1959 bis 1961 Kommandeur des Militärbezirks Washington, D.C. (Commanding General Washington Military District) war, der für die Verteidigung der Washington Metropolitan Area zuständig ist.

## Leben

### Offiziersausbildung, Offizier und Zweiter Weltkrieg
Charles Kenon Gailey, Jr., Sohn von Charles Kenon Gailey (1873–1949) und dessen Ehefrau Ward Hardwick Gailey (1880–1939), begann nach dem Schulbesuch am 14. Juni 1918 als Cadet eine Offiziersausbildung an der US Military Academy in West Point und schloss diese am 1. Juli 1920 mit einem Bachelor of Science (BSc) ab. Am 2. Juli 1920 wurde er als Leutnant (Second Lieutenant) in die reguläre Armee (Regular Army) übernommen und absolvierte 1921 die US-Infanterieschule (US Army Infantry School) in Fort Benning, die er ebenfalls mit einem Bachelor of Science beendete. Nach verschiedenen Verwendungen als Offizier absolvierte er 1929 die Panzerschule und nach weiteren Offiziersverwendungen 1937 die Command and General Staff School (CGSS) in Fort Leavenworth. Im April 1941 wurde er Verwaltungsoffizier (Executive Officer) in der Abteilung für Kriegsplanung im Generalstab (Executive Officer, Operations Division, General Staff) im US-Kriegsministerium (US Department of War) und verblieb in dieser Funktion bis zum 8. März 1942.
Nach dem Eintritt der Vereinigten Staaten in den Zweiten Weltkrieg am 11. Dezember 1941 wurde Gailey am 24. Dezember 1941 zunächst zum Oberstleutnant sowie am 1. Februar 1942 zum Oberst der Army of the United States (AUS) ernannt, die nach dem Angriff auf Pearl Harbor am 7. Dezember 1941 aufgestellt und nach Ende des Zweiten Weltkrieges am 2. April 1948 deaktiviert wurde. Im weiteren Kriegsverlauf fand er zwischen dem 9. März 1942 und dem 16. Dezember 1944 als Verwaltungsoffizier in der Operationsabteilung (Executive Officer, Operations Division) im Generalstab des Kriegsministeriums. In dieser Verwendung erfolgte am 2. Juli 1943 seine Beförderung zum Oberstleutnant (Lieutenant-Colonel) der regulären Armee. Danach war er vom 16. Dezember 1944 bis zum 28. Juni 1945 stellvertretender Chef der Kriegsschauplatz-Gruppe für Operationen der Bodentruppen (Deputy Chief of Theater (Operations) Group for Ground) in der Operationsabteilung. Als solcher wurde er am 13. Februar 1945 zum Brigadegeneral der Army of the United States ernannt.

### Nachkriegszeit und Aufstieg zum Generalmajor
Nach Kriegsende fungierte Oberstleutnant Gailey zwischen dem 7. August und dem 16. Dezember 1945 als Assistierender Kommandeur der 104. Infanteriedivision (Assistant Commanding General, 104th Infantry Division), der sogenannten „Timberwolf Division“, und erhielt in dieser Verwendung durch die Allgemeine Verordnung General Orders No. 64 des Kriegsministeriums 1945 erstmals die Army Distinguished Service Medal. Im Anschluss wechselte er am 5. April 1946 in das Amt der Militärregierung für Deutschland OMGUS (Office of Military Government for Germany (U.S.)) in Berlin. Er war dort zunächst Leiter des Referats Zivilverwaltung (Chief of Civil Administration Branch) und daraufhin zwischen dem 5. April und dem 14. Oktober 1946 Leiter der Abteilung Öffentlichkeitsarbeit (Director of Public Relation Division), ehe er vom 15. Oktober 1949 bis zum 8. August 1949 Chef des Stabes (Chief of Staff) des OMGUS war. In dieser Verwendung erfolgte am 11. März 1948 seine Beförderung zum Oberst (Colonel) der regulären Armee. Mit der Auflösung der  Army of the United States wurde er am 2. April 1948 zum Generalmajor ernannt.
In der Folgezeit wurde Charles K. Gailey, Jr., am 3. Oktober 1949 Kommandeur des Kampfkommandos A der 2. Panzerdivision (Commanding Officer Combat Command A, 2nd Armored Division), der sogenannten „Hell on Wheels“. Als solcher war er als Nachfolger von Generalmajor Williston B. Palmer vom 24. November 1951 bis zu seiner Ablösung durch Generalmajor George W. Read, Jr. am 3. April 1952 Kommandeur der 2. Panzerdivision. Danach wechselte er 1952 als Assistierender Kommandeur zur 43. Infanteriedivision (43rd Infantry Division), der sogenannten „Winged Victory Division“, und war bis 1954 auch zeitweise Kommandeur der 43. Infanteriedivision (Commanding General, 43rd Infantry Division). In dieser Zeit wurde er am 30. Juni 1954 zum Generalmajor (Major-General) befördert. Am 14. September 1955 wechselte er ins US-Heeresministerium (US Department of the Army) und war dort bis zum 15. Mai 1959 Leiter der Abteilung Zivilangelegenheiten und Militärverwaltung (Chief of the Office of Civil Affairs & Military Government), ehe er dort im Anschluss vom 15. Mai bis zum 2. August 1959 als Leiter der Abteilung Zivilangelegenheiten (Chief of the Office of Civil Affairs) fungierte.
Zuletzt wurde Generalmajor Gailey im Mai 1959 Nachfolger von Generalmajor John G. Van Houten als Kommandeur des Militärbezirks Washington, D.C. (Commanding General Washington Military District) war, der für die Verteidigung der Washington Metropolitan Area zuständig ist. Auf diesem Posten verblieb er bis zu seinem Eintritt in den Ruhestand im Mai 1961, woraufhin Generalmajor Paul A. Gavan ihn ablöste. Durch die Allgemeine Verordnung General Orders No. 20 des Heeresministeriums vom 16. Juni 1961 erhielt er zum zweiten Mal Army Distinguished Service Medal, die ihm in Form eines bronzenen Eichlaubzweiges (Bronze Oak Leaf Cluster) verliehen wurde.
Nach seinem Tode wurde er auf dem Mount Ever-Rest Memorial Park South in Kalamazoo beigesetzt. Sein Sohn Charles Kenon Gailey III (1942–2016) diente als Oberstleutnant in der US Army und nahm am Vietnamkrieg teil, wofür er mit dem Legion of Merit und dem Bronze Star ausgezeichnet wurde.

## Auszeichnungen
Auswahl der Dekorationen, sortiert in Anlehnung an die Order of Precedence of Military Awards:
- Army Distinguished Service Medal (2×)